# Fitopatologia

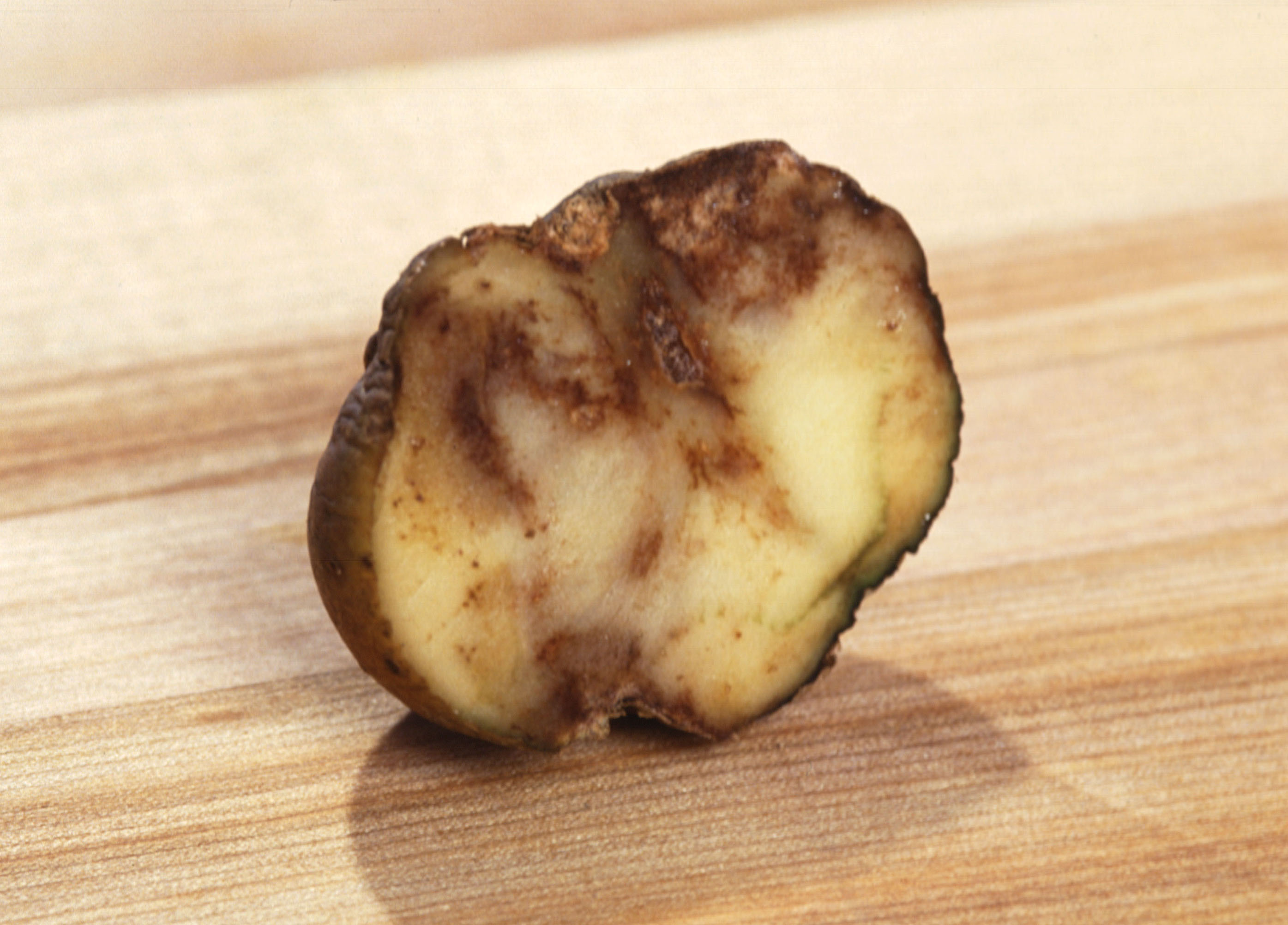
Batata infectada pelo oomiceto Phytophthora infestans.

Fitopatologia ou patologia vegetal, é a ciência que estuda as doenças das plantas, nomeadamente as alterações provocadas por outras causas, o ataque por insetos e outros animais, fungos, bactérias e vírus, assim como plantas parasitas e fatores climáticos. Melhor dizendo, a fitopatologia estuda as circunstâncias de um ambiente que pode ser razão de algumas doenças, a relação entre a planta e a doença, os instrumentos pelos quais são os coeficientes causadores da doença tal qual o controle da mesma e as ferramentas de prevenção..

## Períodos da fitopatologia
A fitopatologia ao longo da história evoluiu a tal ponto que com a tecnologia atual é possível descrever cada passo das doenças e de onde foram originadas. Para chegar a este nível, a fitopatologia correu uma grande trajetória, apresentando cinco períodos que decorreram da antiguidade até então. São eles o período místico, período da predisposição, período etiológico, período ecológico e período fisiológico respectivamente.

### O período místico
Engloba desde os primórdios da Antiguidade ao início do século XIX. Foi o período pelo qual a causa das doenças era atribuída aos fatores místicos devido à falta de informação que os povos tinham na época. A bíblia, sendo a matriz de informações sobre as primeiras doenças vistas nos vegetais, citava os primeiros ataques das mesmas, que pela percepção do povo  tiveram início em  videiras, cereais, oliveiras, figueiras e o prejuízo foi enorme. Devido a isso, visando diminuir esses males e evitar perdas na agricultura, botânicos da época iniciaram estudos na Roma e na Grécia antiga para descobrirem de onde vinham essas doenças.

### O período da predisposição
A partir do século XIX, ficou notório a relação das doenças com os fungos, dando início ao período da predisposição.Nessa época foram catalogados diversos fungos que tiveram associação às plantas doentes. Além disso, estudos relacionavam certos fatores com ausência de nutrientes nos vegetais que levavam os mesmos a gerarem fungos, estudos estes que foram elaborados pelo especialista em fisiologia vegetal Franz Unger.

### O período etiológico
Por meados do ano de 1853, Anton de Bary, botânico, microbiologista, e micólogo alemão, foi quem deu início a fitopatologia, ao aprofundar seus vários estudos sobre os fungos, inovando conceitos da sua época e iniciando o período etiológico. De Bary comprovou cientificamente que a doença da batata era derivada de um fungo, Phytophthora infestans, (mostrado na foto acima) dando ainda mais suporte para a relação doença - fungo, fazendo com que nessa mesma etapa prevalecessem relatos de plantas doentes tendo esta mesma relação.

### O período ecológico
Ainda no século XIX, por volta de 1874, um botânico, também alemão, deu sua contribuição importantíssima para o começo do período ecológico, diferenciando as doenças parasitárias das não parasitárias ou fisiológicas, foi ele Paul Sorauer. Descoberta que também teve destaque nessa fase, bem como deu o nome ao período, foi que as condições ecológicas, do mesmo modo que os fungos, influenciavam para que doenças atacassem os vegetais, levando esse fator a ter uma grande importância.

### O período fisiológico
Já no século seguinte, por volta de 1940, os métodos de pesquisa evoluíram, Microbiologia, estudando os fungos e bactérias, Fisiologia ajudando no entendimento das funções dos vegetais e Bioquímica inovando todo processo da transgênese, criando vegetais mais resistentes, aumentaram a eficacia dos estudos, surgindo novas idéias para a interação da planta com a doença, e assim começou o período fisiológico, vivido até então. 

## Descrição
Coeficientes que acarretam em incessantes perdas na produção de algumas plantas ou no crescimento de outras, ocorrem devido a doenças ou pragas. Na prática considerando a fitopatologia no seu sentido restrito os provocados por insetos e outros animais, geralmente designados por pragas, estudam-se na Zoologia ou Entomologia agrícola, enquanto as doenças, são principalmente tratados pela fitopatologia, que foi dividida em 5 fases e atualmente devido a grande tecnologia, trouxe pesquisas mais exatas e intensas.
O desenvolvimento de culturas vegetais intensivas está ligado a uma série de problemas que os homens têm de vencer para poder estabelecer essas culturas em zonas favoráveis. Entre esses problema têm que ser considerados os prejuízos produzidos por insetos, ácaros e doenças, desta forma como ervas daninhas.